# Сапега, Ян Казимир
Граф Ян Казими́р Сапе́га (пол. Jan Kazimierz Sapieha; ок. 1672 — 22 февраля 1730, Радлин) — военный деятель Речи Посполитой из рода Сапег. В 1708—1709 годах — гетман великий Литовский. Когда его сын Пётр стал фаворитом русской императрицы Екатерины I, получил чин российского генерал-фельдмаршала. При Петре II короткое время был Санкт-Петербургским генерал-губернатором (1727—28).

## Биография
Происходил из черейско-ружанской линии магнатского рода Сапег герба «Лис». Его отцом был конюший великий литовский Франтишек Стефан, матерью — Анна Кристина из рода Любомирских. Учился в иезуитских коллегиумах в Варшаве (1685) и Бранево (до 1692). Путешествовал по Голландии, Англии и Франции. В 1697 году вернулся и в том же году был избран послом на сейм от Берестейского воеводства.
С 1682 года занимал должность старосты Бобруйского, не принимал участия в войне Сапегов с «республиканцами», поэтому после битвы при Олькениках (1700) избежал репрессий, но вынужден был дать присягу не поддерживать своих родичей. Тем не менее в 1703 году стал одним из инициаторов прошведской конфедерации в Великой Польше, затем Варшавской конфедерации (1704), созданной для низложения Августа и избрания новым королём Станислава Лещинского. Участвовал в битве у Пултуска против войск Августа II (1703), в 1704 году потерпел поражение от русских под Шкудами. В 1705 году сопровождал архиепископа львовского из Торуни в Варшаву, где тот короновал Станислава Лещинского на польский престол. В 1706 году Станиславом Лещинским назначен генеральным старостой Великопольским. Принимал участие в неудачном сражении под Калишем против русской армии.
В 1708–09 годах — Великий литовский гетман, признанный королем Швеции Карлом XII. Нанёс поражение стороннику Августа II гетману польному Г. А. Огинскому у Ляховичей (12 апреля 1709 года), но был разбит русским корпусом генерал-фельдмаршал-лейтенанта Г. Гольца при Лидухове (13 мая 1709 года).
После Полтавской битвы (1709) перешел на сторону Августа II, выпросил помилование, но был лишен гетманской булавы, а его 15-тысячное войско сложило оружие под Брестом 11 ноября 1709 года.
В 1711 году вновь выступил против Августа II, в 1713 году снова получил амнистию. В 1716 году опять примкнул к антиавгустовской Виленской конфедерации в Великом княжестве Литовском, оставался противником Августа II до конца жизни.
В 1720 году обратился к А. Д. Меншикову (и получил его согласие) с предложением заключить брак между своим сыном Петром (25 января 1701 — 24 января 1771) и старшей дочерью Меншикова Марией Александровной. Сватовство было встречено Меншиковым благосклонно, так как Сапега обещал, в свою очередь, поддерживать притязание Меншикова на герцогскую корону Курляндии (находившейся тогда в ленной зависимости от Польши). В 1721 году Пётр Сапега прибыл в Санкт-Петербург, вскоре занял место при дворе и приобрёл благосклонность императрицы Екатерины I. Ко дню обручения Сапега прибыл в Санкт-Петербург, был возведён 10 марта 1726 года императрицей Екатериной I в звание генерал-фельдмаршала за личный заслуги перед императрицей. Согласно исследователю М. Володину, он привез брата и сестру Екатерины I в Санкт-Петербург, за что и получил фельдмаршальскую булаву.  22 марта стал кавалером сразу двух российских орденов: Святого Апостола Андрея Первозванного и Святого Александра Невского, а сын его был пожалован в камергеры и вскоре также стал кавалером ордена Святого Александра Невского.

В списке фельдмаршалов, с момента учреждения этого чина Петром I, Сапега был седьмым, но в отличие от всех своих предшественников не имел перед Россией никаких военных заслуг и ни одного дня не служил под её знаменами. Говорили, что Екатерина I удостоила его этого звания за то, что он помог отыскать в Великом княжестве Литовском её родственников.
Впоследствии его отношения с Меншиковом ухудшились, так как Сапега не смог оказать никакого влияния на курляндское дворянство. Екатерина I велела расторгнуть помолвку, выбрав в жёны молодому Сапеге свою племянницу Софью. Свадьба состоялась уже после смерти императрицы, 19 ноября 1727 года.
После падения Меншикова Сапега перешел на сторону фаворита Петра II И. Долгорукова. В ноябре 1727 был назначен генерал-губернатором Санкт-Петербургской губернии. Весной следующего года он оставил службу и вернулся в Речь Посполитую, чтобы поддержать партию Сапег, но безрезультатно. Похоронен в Радлине.

## Творчество
- Диариуш пути из Вильно в Петербург и пребывания в нем его светлейшей милости господина Сапеги, старосты Бобруйского, а теперь фельдмаршала российских войск.[6]

## Награды
- Орден Святого апостола Андрея Первозванного (22.03.1726)
- Орден Святого Александра Невского (22.03.1726)[7].